# Architecture in Helsinki
 (mars 2020).
Si vous disposez d'ouvrages ou d'articles de référence ou si vous connaissez des sites web de qualité traitant du thème abordé ici, merci de compléter l'article en donnant les références utiles à sa vérifiabilité et en les liant à la section « Notes et références ».
Pour les articles homonymes, voir AIH.
Architecture in Helsinki (AIH) est un groupe de musique australien formé en 2000. 
Il est constitué de huit musiciens, qui résident actuellement à Melbourne.
Le nom du groupe n'a aucun lien particulier avec la ville de Helsinki ; alors qu'il cherchait un nom de groupe, Cameron Bird, l'un des membres, a découpé des mots dans des journaux et les a rassemblés, donnant « Architecture in Helsinki ».

## Histoire du groupe
À la fin des années 1990, dans le lycée d'une petite ville d'Australie, une bande d'adolescents, constitué de Cameron Bird, Jamie Mildren et Sam Perry, forme le groupe The Pixel Mittens aux influences funk et grunge.
Montés à Melbourne pour mieux percer, le leader Cameron Bird y rencontre un amateur de folk qui l'éloigne un peu de ses premières affinités et l'initie à la guitare et commence à jouer en concert avec un groupe d'amis qu'il s'est formé. Mais c'est en 2000, avec l'achat de sa première guitare électrique, que le groupe commence sa montée.
Cameron Bird rencontre James Cecil qui devient le batteur du groupe, puis Kellie Sutherland et sa clarinette. En 2004, ils sortent leur premier album Fingers Crossed, et, désormais réellement formé, le groupe fait une tournée promotionnelle en Australie et en Amérique du Nord. 
In case we die, débuté en hiver 2004 dans leur pavillon-studio Supermelodyworld avec quelques célébrités locales, est leur premier album distribué en France.

### Membres du groupe
Membres actuels
- Cameron Bird – chanteur, guitare, percussion (depuis 2000)
- Gus Franklin – trombone, Cor d'harmonie, guitare, chœurs, batterie (depuis 2000)
- Jamie Mildren – instrumentation, guitare, bass guitar, clavier, flute, glockenspiel, melodica (depuis 2000)
- Sam Perry – slide guitar, vocals, bass guitar, drums, keyboards (depuis 2000)
- Kellie Sutherland – clarinette, melodica, horns, vocals, keyboards (depuis 2000)

Ancien membres
- James Cecil – batterie, chœurs, guitare, clavier(2000–2008)
- Tara Shackell – instrumentation, tuba, trombone, clavier (2000–2006)
- Isobel Knowles – trompette, Cor d'harmonie, chœurs (2000–2006)